# Sergio Anaya
Sergio Anaya (* 22. Mai 1942 in Mexiko-Stadt), auch bekannt unter dem Spitznamen Xelajú (nach seinem ersten Profiverein in Guatemala), ist ein ehemaliger mexikanischer Fußballspieler auf der Position des Stürmers, der nach seiner aktiven Laufbahn als Trainer tätig war.

## Leben

### Verein
Anaya begann seine aktive Laufbahn 1959 beim guatemaltekischen Club Social y Deportivo Xelaju Mario Camposeco, mit dem er in der Saison 1961/62 die guatemaltekische Meisterschaft gewann.
1966 wechselte er zum mexikanischen Club León, bei dem er bis 1972 unter Vertrag stand und mit dem er zweimal die Copa México gewann. Mit León bestritt er auch die Finalspiele der Jahre 1967 und 1971 um den Supercup, wobei 1967 gegen Toluca (0:1) verloren und 1971 gegen América (1:0) gewonnen wurde.
Wahrscheinlich noch vor dem Pokalturnier der Saison 1971/72 wechselte Anaya zum Club Universidad Nacional, bevor er seine aktive Laufbahn in der Saison 1973/74 beim Stadtrivalen seines Exvereins León, Unión de Curtidores, ausklingen ließ.

### Trainer
Nach seiner aktiven Karriere arbeitete Anaya als Trainer nachweislich bei seinen Exvereinen León und Xelajú.

### Nationalmannschaft
In den Spielen gegen die Schweiz (0:2) am 8. Januar 1967 und Kolumbien (3:0) am 30. Januar 1968 kam Anaya zweimal für die mexikanische Fußballnationalmannschaft zum Einsatz.

## Erfolge

### Verein
- Guatemaltekischer Meister: 1962
- Mexikanischer Pokalsieger: 1967, 1971
- Mexikanischer Supercup: 1971

### Persönlich
- Torschützenkönig der mexikanischen Primera División: México 70